# Andromeda (zviježđe)
Andromeda (lat: Andromeda) je zviježđe nazvano po princezi Andromedi (grčki: Ανδρομέδη), liku iz grčke mitologije. Zviježđe se nalazi u sjevernoj polutci i pozicionirano je kraj Pegaza. Poznata je po Andromedinoj galaksiji. 
Najsjajnija zvijezda u zviježđu je Alpheratz (Sirrah), koja čini glavu Andromede, i ima Bayerovu oznaku Alfa Andromede. Prije je ta zvijezda pripadala Andromedi i Pegazu, pa je bila poznata kao Delta Pegaza. Danas, zajedno s Alfom, Betom i Gamom Pegaza čini asterizam Veliki Pegazov kvadrat.
Beta Andromede poznata je pod imenom Mirach. Nalazi se 200 svjetlosnih godina od nas i ima prividni sjaj od + 2.1 magnitude.
Gama Andromede, ili Alamak, dvostruka je zvijezda udaljena 350 svjetlosnih godina i ima prividni sjaj od + 2.1 magnitude.

### Važniji nebeski objekti
Zviježđe je najpoznatije po spiralnoj galaksiji M31, Andromedinoj galaksiji. Andromedina galaktika je jedan od najudaljenijih objekata koje možemo vidjeti golim okom. Ona je ujedno i nama najbliža spiralna galaksija, divovskih dimenzija. Andromedina galaktika ima još nekolicinu satelitskih galaksija, M32, M110, NGC 147 i NGC 185. Sve su te galaktika dostupne amaterskih teleskopima od već 15 cm u promjeru.
Od ostalih objekata treba napomenuti NGC 891, bridom okrenutu spiralnu galaksiju. NGC 752, otvoreni skup južno od Miracha i planetarnu maglicu NGC 7662 poznatu još i pod imenom "Plava pahulja".